# Patty Cardenas
Pour les articles homonymes, voir Cardenas.
Patricia "Patty" Cardenas, née le 19 août 1984 à Commerce (Californie), est une joueuse américaine de water-polo. 
Elle remporte les Championnats du monde en 2007, la Ligue mondiale en 2006 et 2007, la médaille d'or des Jeux panaméricains de 2007 ainsi que la médaille d'argent aux Jeux olympiques d'été de 2008 avec l'équipe des États-Unis de water-polo féminin.